# Soyez amoureuses vous serez heureuses
Soyez amoureuses vous serez heureuses est un bois sculpté et peint par Paul Gauguin en 1889 (97 × 75 cm), conservé au Musée des beaux-arts de Boston. 
Ce panneau de bois sculpté dans la technique du bas-relief est sans soute le plus célèbre et le plus abouti de Paul Gauguin. Il y exprime les principales caractéristiques de son art sous la forme d'une allégorie obscure et personnelle qui suscite le commentaire et interroge le spectateur. « C'est ce que j'ai fait de mieux et de plus étrange » dira Paul Gauguin lui-même de cette œuvre.

## Description et interprétations

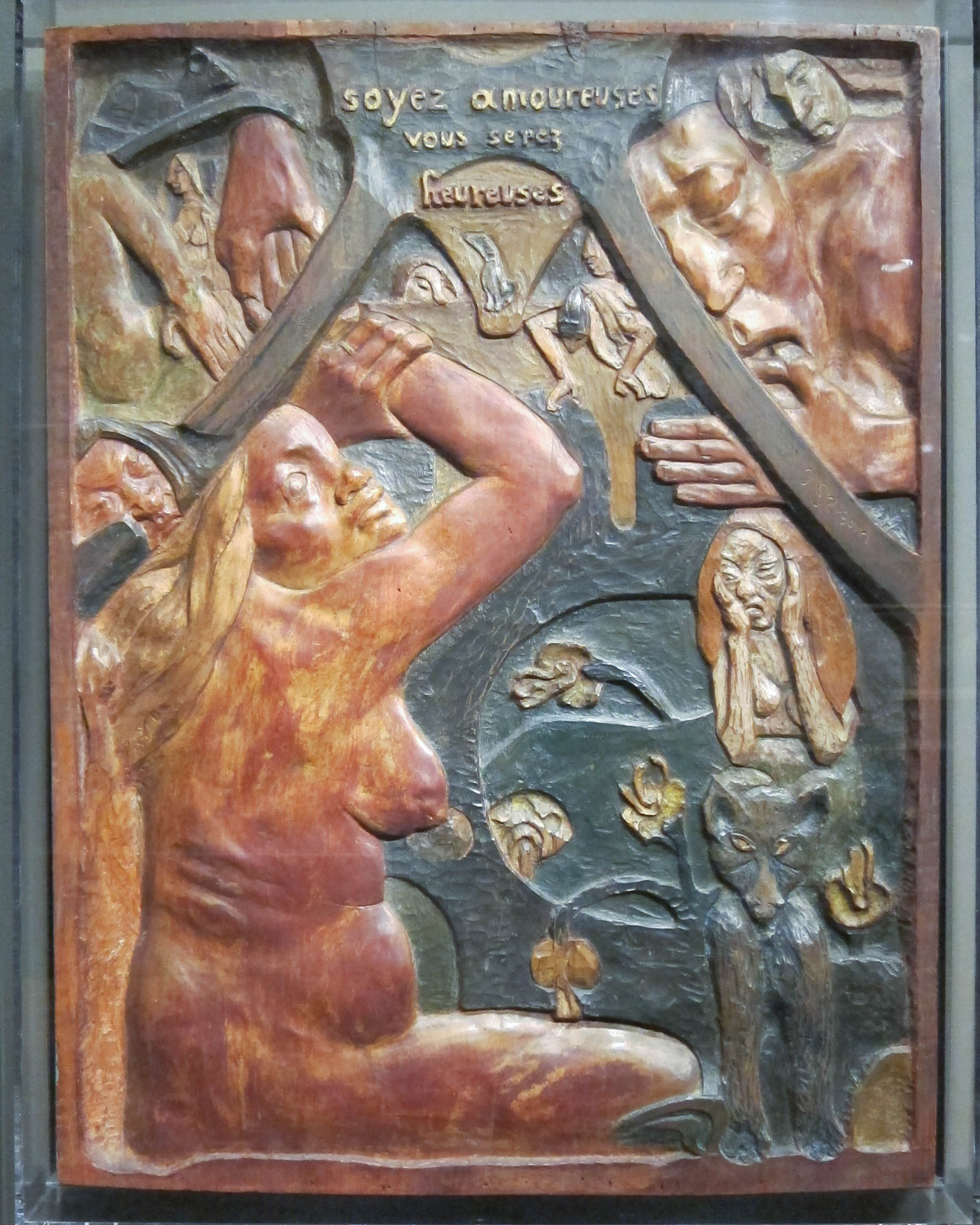
Une photo contemporaine.

Diverses interprétations ont été proposées. La présence du visage de l'artiste, les yeux clos et un pouce dans la bouche, lui confère un caractère personnel et autobiographique évident. La première interprétation est celle que Paul Gauguin lui-même exprimait à son ami Émile Bernard en ces termes : « Gauguin (comme monstre), prend la main d'une femme qui se défend, en lui disant : soyez amoureuses, vous serez heureuses. Le renard, symbole indien de la perversité, puis dans les interstices, quelques petites figurines - le bois sera coloré ». L'œuvre, malgré son titre sculpté en haut du panneau, ne semble pas l'expression d'un érotisme innocent. Elle semble plutôt exprimer les tourments de l'artiste. Certains critiques comme Gray[Qui ?], ont souligné que la présence du renard, symbole de perversité, conférait au titre de l'œuvre une portée ironique. Gauguin a par ailleurs utilisé le symbolisme du renard dans d'autres œuvres comme un bois peint et gravé de la même époque (1889-1890), ayant pour titre fort explicite, La Luxure et représentant une petite idole sur un socle en chêne dans lequel est encastré un renard en pin.
Soyez mystérieuses, un autre panneau de tilleul sculpté et peint en 1890 (musée d'Orsay), est considéré par Gauguin, dans sa correspondance avec Émile Bernard, comme le pendant de Soyez heureuses.... Ce panneau représente une vahinée nue de dos, encadrée par deux visages énigmatiques. La thématique en est plus apaisée et la facture, plus sommaire. La texture heurtée des arabesques du feuillage, dans la partie droite du panneau, contraste avec la texture polie du personnage central. 
Les thèmes de ces deux panneaux sculptés ont été repris par Paul Gauguin qui en a donné une nouvelle version pour sa Maison du jouir. Soyez amoureuses vous serez heureuses et Soyez mystérieuses se trouvent alors positionnées à la base d'un ensemble de cinq panneaux sculptés, qui à l'origine, servaient d'encadrement à la porte d'entrée de la Maison du jouir, une case qu'il occupait à Atuona, aux îles Marquises, La seconde version de Soyez amoureuses vous serez heureuses, réalisée entre 1901 et 1902, se trouve, ainsi que les quatre autres panneaux, au Musée d'Orsay. Le symbolisme des deux versions est similaire.

## Réception critique et postérité
L'œuvre fut exposée une première fois en février 1891 au Salon des XX de Bruxelles. Elle y fut sévèrement critiquée. Paul Gauguin fut qualifié de « tempérament érotico-macabre, de génie de la lubricité, de dilettente de l'informe, hanté par le vice ». L'œuvre fut à nouveau exposée en mai 1891 au Salon des Beaux Arts puis en 1906, lors d'une importante rétrospective où les bois sculptés de Gauguin furent redécouverts et qui influença Picasso, Brancusi, Matisse et les Fauves. À la suite de cette exposition, Matisse se consacre un temps à la sculpture et l'influence de Soyez amoureuses vous serez heureuses est sensible dans plusieurs sculptures du jeune Picasso (Femme assise et Femme se coiffant, 1906).